# Zero Motorcycles
Zero Motorcycles est un constructeur américain de motos électriques, basé à Scotts Valley en Californie. L'entreprise est fondée à Santa Cruz en 2006 par Neal Saiki, ancien ingénieur de la NASA. La marque propose une large gamme de motos : moto-cross, roadster ou trail.

## Histoire
Le premier modèle livré est la Zero S en 2006. En 2010, ce modèle inclut le moteur Agni et la DS est aussi présentée en nouveauté. La XU, une petite moto de ville est ajouté au catalogue et sera produite de 2011 à 2013. En 2012, Zero commercialise le moteur ZF9 Power Pack, permettant pour la première fois à une moto électrique de dépasser les 100 miles d'autonomie. En 2013, les motos S et DS sont restylées et la capacité de la batterie augmente à 11.4 kWh. Un nouveau moteur électrique à aimant permanent est aussi présenté sur ces modèles.

## Modèles
La gamme est composée de trois modèles différents :
- les S (Street) et SR (Street Racing) sont des motos de type roadster ;
- les DS (Dual-Sport) et DSR (Dual-Sport Racing) sont des motos de type trail ;
- les FX (motocross) sont des motos pour les chemins.

Pour les S et DS, l'ajout du R signifie une augmentation de la puissance et, en France, des modalités de conduite et du permis nécessaire. Les modèles les moins puissants (S,DS) peuvent se piloter avec un permis voiture (B) et une formation de 7 heures. Les modèles avec R nécessitent le permis moto A2.

### Zero FX, FXS et FXE
Les Zero FX, FXS et FXE sont des motos de type moto-cross.

### Zero S et SR, SR/F, SR/S
Les Zero S et SR sont des motos de type roadster. À partir de 2019, de nouveaux modèles sont présentés: la SR/F et la SR/S. Le modèle est complètement revu en comparaison avec la génération précédente. La SR/F est la version roadster nue et la SR/S la version carénée. La SR/F a un moteur équivalent 110 chevaux, un coupe de 190 Nm et une vitesse maximale de 200 km/h.

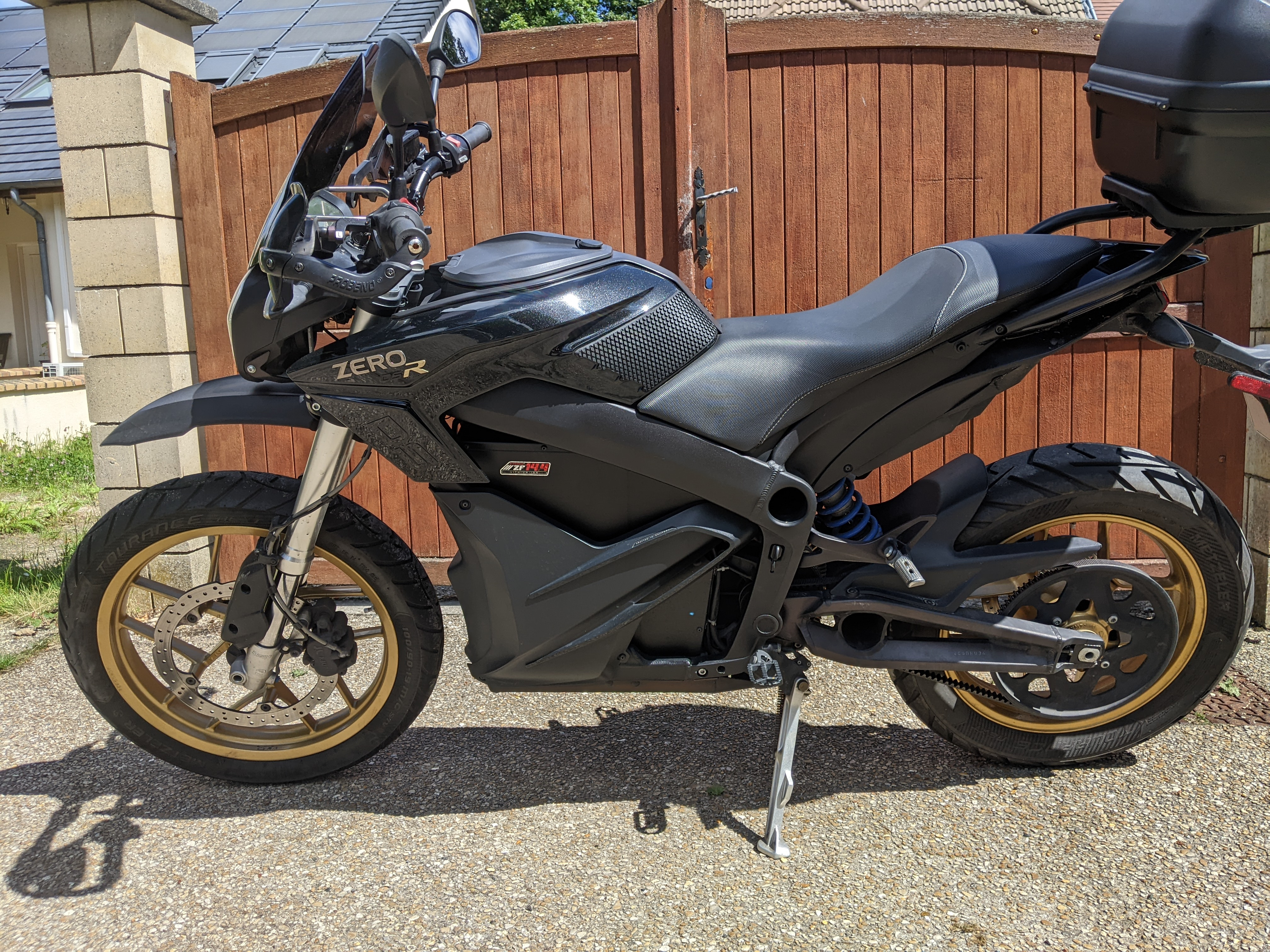
Zero DSR de 2018

### Zero DS, DSR et DSR/BF
Les Zero DS, DSR et DSR/BF sont des motos de type trail. Elles reprennent l'architecture générale de la série S mais sont plus hautes. La DSR/BF (BF pour "Black Forest") est une série limitée qui a un équipement supplémentaire avec notamment une grille de protection de phare, des valises latérales et un top-case.

### Zero SR/F (depuis 2019)
En 2019, la marque revoit son modèle SR à la fois sur les caractéristiques techniques mais aussi sur la forme. Le design est complètement revu et la moto prend des allures de roadster classique. La batterie de 14.4 kWh  alimente le nouveau moteur ZF75-10. Le modèle dispose de modes de conduite comme ville, sport, eco et pluie, ainsi que des modes personnalisables, sur un écran LCD de 12.5cm. Avec le système de charge rapide, la moto est rechargée en une heure. La moto pèse 220 kg et peut atteindre 200 km/h.

### Zero DSR/X (depuis 2022)
En 2022, Zéro présente le nouveau modèle DSR/X remplacant le DSR. Comme pour la SR/F, le design et les caractéristiques sont revus. La puissance atteint les 100 chevaux, faisant que le modèle n'est plus compatible avec le permis A2 mais nécessite le permis A en France. La transmission reste avec une courroie en carbone et la batterie voit sa capacité augmenter à 17.3 kWh. L'autonomie annoncée par le constructeur est de 137 km sur autoroute et 290 km en ville. La moto pèse 247 kg.